# Lagonosticta rufopicta
L'amaranto picchiettato (Lagonosticta rufopicta (Fraser, 1843)) è un uccello passeriforme della famiglia degli Estrildidi.

## Descrizione

### Dimensioni
Coi suoi 10 cm di lunghezza massima, questo uccello rappresenta la specie più piccola del proprio genere di appartenenza, oltre che uno degli estrildidi di minori dimensioni.

### Aspetto
Il maschio presenta faccia, gola, petto, ventre e codione di colore rosso cupo, fianchi di colore rosso vinaccia, fronte vertice e nuca grigi, dorso e ali di colore bruno-olivaceo, coda nera: sul petto sono presenti macchie a forma di mezzaluna di colore biancastro, le quali fruttano a questi uccelli il proprio nome comune. Nelle femmine il rosso si limita alla sola zona facciale e golare, mentre la picchiettatura pettorale è assai ridotta o assente. In ambedue i sessi gli occhi sono bruno-rossicci con anello perioculare grigio-bluastro, le zampe sono di colore carnicino, il becco è rosso con tendenza a schiarirsi alla base e a presentare una striscia nera che va dalla base alla punta della mascella.

## Biologia
Si tratta di uccelli diurni, che tendono a vivere in coppie o in gruppi a base familiare che contano meno di una decina d'individui, i quali passano la maggior parte della giornata al suolo o nei pressi di esso alla ricerca di cibo, tenendosi in contatto tramite una grande varietà di richiami e tenendosi pronti a fuggire nel folto della vegetazione al minimo cenno di disturbo.

### Alimentazione
Si tratta di uccelli essenzialmente granivori, la cui dieta si compone perlopiù di piccoli semi di graminacee: essi la integrano tuttavia anche con bacche, frutta, germogli e sporadicamente anche con piccoli insetti.

### Riproduzione
La stagione riproduttiva cade generalmente durante la seconda metà della stagione delle piogge: ambedue i sessi collaborano alla costruzione del nido, che ha forma globosa, si costituisce di fibre vegetali e fili d'erbaintrecciati e viene ubicato fra l'erba alta o fra i cespugli, generalmente a poca altezza dal suolo. All'interno di esso la femmina depone 3-4 uova bianche, che essa provvede a covare alternandosi col maschio per circa due settimane. I nidiacei, ciechi ed implumi alla nascita, vengono accuditi da entrambi i genitori per 17-19 giorni, quando sono pronti per involarsi: essi, tuttavia, tendono ad allontanarsi definitivamente dal nido solo attorno al mese e mezzo di vita.
L'amaranto picchiettato subisce parassitismo di cova da parte della vedova alichiare.

## Distribuzione e habitat
Questa specie occupa un vasto areale che comprende gran parte dell'Africa centrale, andando dal Senegal all'Etiopia occidentale e a sud fino alla regione dei Grandi Laghi.
L'habitat di questi uccelli è rappresentato dalla savana e dalle aree cespugliose con presenza di fonti d'acqua dolce permanenti: essi si dimostrano inoltre meno timorosi nei confronti ell'uomo rispetto alla maggior parte delle altre specie congeneri, spingendosi nelle aree coltivate, nei cortili, nei giardini e nei villaggi.

## Tassonomia
Se ne riconoscono due sottospecie:
- Lagonosticta rufopicta rufopicta, la sottospecie nominale, diffusa dal Senegal alla Repubblica Centrafricana;
- Lagonosticta rufopicta lateritia Heuglin, 1864, diffusa dal Sudan meridionale al Kenya occidentale;

L'amaranto picchiettato è molto vicino all'amaranto bruno, col quale secondo alcuni autori formerebbe una superspecie.